# 常盤文克
常盤 文克（ときわ ふみかつ、1933年11月13日 - ）は、日本の実業家。元花王会長。理学博士（大阪大学）。

## 略歴
福島県出身。東京理科大学理学部卒業。
- 1957年：花王石鹸（現花王）入社
- 1962年：スタンフォード大学留学
- 1971年：花王家庭品研究所長
- 1976年：花王取締役
- 1990年：花王代表取締役社長
- 1997年：花王代表取締役会長
- 2000年：花王特別顧問（～2002年）

他に三菱地所（2006年～2016年）や、日本債券信用銀行（現あおぞら銀行、2000年～2004年）の社外取締役等を務めた。現在、「常盤塾」など経営に関する私的勉強会を主催している。

## エピソード
- 常盤の入社当時、花王石鹸の売上高は化学業界の中で45位。優秀な学生は東洋レーヨン（現東レ）や宇部興産などの大企業に入社していた。常盤自身も「大学時代、勉強した記憶もないし、正直なところ何となく会社に入った」と語っているほどであったが、その後学究に目覚め、スタンフォード大学留学を経て、大阪大学にて理学博士号を取得、1971年には37歳と言う異例の若さで家庭品研究所長に就任した[1]。
- 花王会長退任後は積極的な著作活動を行なっており、今日までに多数の著作を出版している。

## 著書
- 『新・日本的経営を考える』（2012年,日本能率協会マネジメントセンター）
- 『知と経営』（1999年,ダイヤモンド社）
- 『質の経営論―企業の明日を考える 』（2000年,ダイヤモンド社）
- 『「知の経営」を深める―大自然の摂理に学ぶ仕事と人生』（2001年,PHP研究所）
- 『「量」の経営から、「質」の経営へ―転換をどう進めるか』（2003年,東洋経済新報社）
- 『モノづくりのこころ』（2004年,日経BP社）
- 『知と経営―モノづくりの原点と未来』（2005年,日本経済新聞社）
- 『コトづくりのちから』（2006年,日経BP社）
- 『反経営学の経営』（2007年,東洋経済新報社）